# Радгост
Радгост је словенски бог домаћинства односно заштитник куће, укућана и њиховог напретка. У германским хроникама сачувани су описи његовог храма и кумира у Ретри међу полапским Словенима.

## Етимологија
Назив Радгоста се тумачи очигледном везом речи:
- рад – драг, мио
- гост – посетилац, путник намерник

што би буквално значило радо виђен гост.

## Особине

### Бог гостопримства
На целом словенском простору према госту се увек понашало са великим поштовањем, што се и дан данас одржало у планинским пределима. Госта је, био он знан или незнан, домаћин дочекивао хлебом, сољу и кључем што је значило да ће гост бити нахрањен и напојен и да му домаћин предаје кућу тј. моја кућа је и твоја кућа. Домаћин је у руци држао и секиру која је значила да ће својим животом и животом својих укућана бранити безбедност госта, макар му он био и најљући непријатељ, јер се сматрало да је не указати гостопримство један од највећих грехова. Ово се одражавало и у обичају светих места која су пружала сигурно уточиште свима који су у њих ушли, било да су у питању цркве или многобожачки храмови и гајеви.
Тумачење ових обичаја најбоље је протумачио Чајкановић објаснивши да су Словени у путнику намернику видели представника бога па чак и самог бога у људском облику. То би заправо значило да су Словени својим гостопримством практично указивали почаст богу кога је путник намерник симболизовао. Треба имати у виду да су ови обичаји настали у доба када су Словени живели у малим заједницама у којима је појава путника који није из неке оближње насеобине била права реткост да се врло лако могла изједначити са божјом посетом.

### Бог домаћинства
Радгост је на основу имена и обичаја гостопримства међу Словенима био бог који је пружао сигурност и заштиту дому и укућанима у замену за указивање гостопримства (поштовања) путницима намерницима (боговима).

### Радгост и слава
Има аутора који Радгоста повезују са обичајем славе код Срба, извлачећи јасну везу између гостопримства које се указује путницима током године и гостопримства које се указује посетиоцима током прославе крсне славе.
Проблем у доказивању те везе јесте чињеница да су Радгостови атрибути, према германским описима, соларног карактера(беле мантије, бели коњ), док крсна слава као прослава митског претка-родоначелника и заштитника има јасни хтонски тј. лунарни карактер. Додуше треба имати у виду да има тумечења да је бела боја код Словена била боја жалости.